# Harper (Kansas)
Harper és una població dels Estats Units a l'estat de Kansas. Segons el cens del 2000 tenia 1.567 habitants.

## Demografia
Segons el cens del 2000, Harper tenia 1.567 habitants, 675 habitatges, i 417 famílies. La densitat de població era de 469 habitants/km².
Dels 675 habitatges en un 28% hi vivien nens de menys de 18 anys, en un 51,3% hi vivien parelles casades, en un 8,7% dones solteres, i en un 38,2% no eren unitats familiars. En el 35,3% dels habitatges hi vivien persones soles el 18,1% de les quals corresponia a persones de 65 anys o més que vivien soles. El nombre mitjà de persones vivint en cada habitatge era de 2,29 i el nombre mitjà de persones que vivien en cada família era de 2,98.
Per edats la població es repartia de la següent manera: un 26% tenia menys de 18 anys, un 6,4% entre 18 i 24, un 22% entre 25 i 44, un 23,9% de 45 a 60 i un 21,7% 65 anys o més.
L'edat mediana era de 42 anys. Per cada 100 dones de 18 o més anys hi havia 93,2 homes.
La renda mediana per habitatge era de 30.272 $ i la renda mediana per família de 40.761 $. Els homes tenien una renda mediana de 29.583 $ mentre que les dones 19.779 $. La renda per capita de la població era de 16.543 $. Entorn del 6,9% de les famílies i el 9,5% de la població estaven per davall del llindar de pobresa.

## Poblacions més properes
El següent diagrama mostra les poblacions més properes.